# Hauptwerke der politischen Theorie
Hauptwerke der politischen Theorie ist ein von Theo Stammen, Gisela Riescher und Wilhelm Hofmann herausgegebenes deutschsprachiges Übersichtswerk zu wichtigen Werken aus der Geschichte der politischen Theorie.

## Kurzeinführung
Das Werk erschien zuerst 1997 und 2007 in einer 2., aktualisierten und erweiterten Auflage in Stuttgart im Alfred Kröner Verlag (Kröners Taschenausgabe 379). In kurz gefassten allgemeinverständlichen Artikeln informieren verschiedene Fachvertreter über 160 Hauptwerke der politischen Theorie, d. h. der Frage der besten Verfassung des Gemeinwesens.
Zu diesen zählen beispielsweise Werke wie die Utopia von Thomas Morus, der Sonnenstaat von Campanella oder der Gesellschaftsvertrag von Rousseau, aber auch der Leviathan von Thomas Hobbes oder der Essai sur le principe générateur des constitutions politiques et des autres institutions von Joseph de Maistre, aber auch viele weitere.
Die ausgewählten Werke, die ihren Fokus auf den europäischen und nordamerikanischen Raum legen, bieten einen umfassenden Einblick in alle Epochen des politischen Denkens. Fachkundige Autoren beschreiben Schlüsselwerke des konservativen, liberalen, sozialistischen oder feministischen Denkens. Diese Beschreibungen liefern präzise Informationen über die Entstehungsbedingungen, den Inhalt und die Wirkung der Werke. Zudem geben sie Aufschluss über maßgebliche Ausgaben und Forschungsbeiträge zu den jeweiligen Werken.
Das bereits alphabetisch nach Verfassern angeordnete Übersichtswerk ist zusätzlich mit chronologischem Werkverzeichnis, Sach- und Titelregister versehen.

## Werke
Anmerkung: Einige Schreibungen (insbesondere bei Personennamen) weichen von denen des Originals möglicherweise leicht ab:
- Aegidius Romanus: De regimine principum
- Giorgio Agamben: Homo sacer. Il potere sovrano e la nuda vita
- Johannes Althusius: Politica methodice digesta
- Johann Valentin Andreae: Reipublicae christianopolitanae descriptio
- Hannah Arendt: The Origins of Totalitarianism
The Human Condition
Lectures on Kant's Political Philosophy
- Aristoteles: Ethika Nikomacheia
Politika
- Raymond Aron: L'Opium des Intellectuels
- Aurelius Augustinus: De civitate Dei
- Francis Bacon: The Essayes or Counsels ... of Francis Lo. Verulam
- Walter Bagehot: The English Constitution
- Michail Bakunin: Gosudarstvennost' i Anarchija
- Benjamin R. Barber: Strong Democracy. Participatory' Politics for a New Age
- Bartolus von Sassoferrato: Tractatus de regimine civitatis
- Simone de Beauvoir: Le deuxième sexe
- August Bebel: Die Frau und der Sozialismus
- Jeremy Bentham: A Fragment on Government
- Isaiah Berlin: Two Concepts of Liberty
- Eduard Bernstein: Die Voraussetzungen des Sozialismus und die Aufgaben der Sozialdemokratie
- Norberto Bobbio: II futuro della democrazia
- Jean Bodin: Six Livres de la République
- Henry St. John Bolingbroke: A Dissertation upon Parties
- Louis de Bonald: Théorie du pouvoir politique
- James M. Buchanan: The Limits of Liberty. Between Anarchy and Leviathan
- Edmund Burke: Reflections on the Revolution in France
- Judith Butler: Gender trouble
- Tommaso Campanella: Civitas Solis
- Albert Camus: L'Homme révolté
- Ernst Cassirer: The Myth of the State
- François-René de Chateaubriand: Essai historique, politique et moral sur les révolutions anciennes et modernes
- Marcus Tullius Cicero: De re publica
De legibus
- Carl von Clausewitz: Vom Kriege
- Auguste Comte: Système de politique positive
- Juan Donoso Cortés: Ensayo sobre el Catolicismo, el Liberalismo y el Socialismo
- Robert A. Dahl: Polyarchy. Participation and Opposition
- Dante Alighieri: Monarchia
- Jacques Derrida: Politiques de l'amitié
- John Dewey: Democracy and Education
- Denis Diderot/Jean-Baptiste le Rond d’Alembert: Encyclopédie
- Einhard: Vita Karoli Magni
- Friedrich Engels: Herrn Eugen Dühring's Umwälzung der Wissenschaft
- Desiderius Erasmus: Institutio Principis Christiani
- Amitai Etzioni: The Spirit of Community. Rights, Responsibilities, and the Communitarian Agenda
- Adam Ferguson: An Essay on the History of Civil Society
- Johann Gottlieb Fichte: Der geschloßne Handelsstaat
- Robert Filmer: Patriarcha
- John Fortescue: De laudibus legum Anglie
- Michel Foucault: Sécurité, territoire, population
- Friedrich II., der Große: Anti Machiavel ou Essai critique sur le Prince de Machiavel
- Donato Giannotti: Della Republica fiorentina
- Antonio Gramsci: Quaderni del carcere
- Hugo Grotius: De Iure Belli ac Pacis libri tres
- Jürgen Habermas: Strukturwandel der Öffentlichkeit
Faktizität und Geltung
- Alexander Hamilton, James Madison, John Jay: The Federalist
- James Harrington: The Commonwealth of Oceana
- Friedrich August von Hayek: The Constitution of Liberty
- Georg Wilhelm Friedrich Hegel: Grundlinien der Philosophie des Rechts
- Hermann Heller: Staatslehre
- Thomas Hobbes: Elementorum Philosophiae De Cive
Leviathan
Behemoth
- Richard Hooker: Of the Laws of Ecclesiastical Polity
- Max Horkheimer/Theodor W. Adorno: Dialektik der Aufklärung
- François Hotman: Franco-Gallia
- Wilhelm von Humboldt: Ideen zu einem Versuch, die Gränzen der Wirksamkeit des Staates zu bestimmen
- David Hume: Essays and Treatises on Several Subjects
- Samuel P. Huntington: The Clash of Civilizations and the Remaking of World Order
- Luce Irigaray: Speculum de l'autre femme
- Karl Jaspers: Die geistige Situation der Zeit
- Johannes von Paris: De regia potestate et papali
- Johannes von Salisbury: Policraticus sive de nugis curialium et vestigiis philosophorum
- Immanuel Kant: Über den Gemeinspruch: Das mag in der Theorie richtig sein, taugt aber nicht für die Praxis
Zum ewigen Frieden
Metaphysik der Sitten
- Hans Kelsen: Vom Wesen und Wert der Demokratie
- Peter Kropotkin: La Conquête du Pain
- Étienne de La Boétie: Discours de la servitude volontaire
- Wladimir Iljitsch Lenin: Gosudarstvo i revoljucija
- Justus Lipsius: Politicorum sive civilis doctrinae libri sex
- John Locke: Epistola de Tolerantia
Two Treatises of Government
- Niklas Luhmann: Soziale Systeme
Die Politik der Gesellschaft
- Georg Lukacs: Geschichte und Klassenbewußtsein
- Martin Luther: Von weltlicher Obrigkeit, wieweit man ihr Gehorsam schuldig sei
- Niccolò Machiavelli: II Principe
Discorsi sopra la prima deca di Tito Livio
- Joseph de Maistre: Essai sur le principe generateur des constitutions politiques
- Karl Mannheim: Ideologie und Utopie
- Herbert Marcuse: The One-Dimensional Man
- Avishai Margalit: The Decent Society
- Marsilius von Padua: Defensor Pacis
- Karl Marx: Manifest der kommunistischen Partei
Der achtzehnte Brumaire des Louis Bonaparte
- Robert Michels: Zur Soziologie des Parteiwesens in der modernen Demokratie
- John Stuart Mill: Essay on Government
On Liberty
Considerations on Representative Government
The Subjection of Women
- John Milton: Areopagitica
- Michel de Montaigne: Essais
- Charles de Secondat, Baron de Montesquieu: De l'Esprit des Loix
- Thomas Morus: De optimo Reipublicae Statu deque nova insula Utopia Libellus
- Gaetano Mosca: Elementi di Scienza Politica
- Thomas Müntzer: Die Fürstenpredigt
- Friedrich Nietzsche: Zur Genealogie der Moral
- Nikolaus von Kues: De concordantia catholica
- Robert Nozick: Anarchy, State, and Utopia
- Louise Otto-Peters: Das Recht der Frauen auf Erwerb
- Thomas Paine: Rights of Man
- Plato: Politeia
Politikos
Nomoi
- Karl Popper: The Open Society and Its Enemies
- Pierre-Joseph Proudhon: Du principe fédératif
- Samuel von Pufendorf: De Jure Naturae et Gentium Libri VIII
- John Rawls: A Theory of Justice
Justice as Fairness. A Restatement
- Karl von Rotteck/Karl Theodor Welcker: Lehrbuch des Vernunftrechts und der Staatswissenschaften
- Jean-Jacques Rousseau: Discours sur l'Origine et les Fondements de l'Inégalité parmi les Hommes
Du Contrat Social ou Principes du Droit Politique
Émile ou de l'Éducation
- Coluccio Salutati: De nobilitate legum et medicinae
- Giovanni Sartori: Democrazia e definizione
- Carl Schmitt: Politische Theologie
Die geistesgeschichtliche Lage des heutigen Parlamentarismus
Der Begriff des Politischen
- Joseph A. Schumpeter: Capitalism, Socialism and Democracy
- Algernon Sidney: Discourses Concerning Government
- Emmanuel Joseph Sieyès: Qu’est-ce que le Tiers-État?
- Adam Smith: The Theory of Moral Sentiments
An Inquiry into the Nature and Causes of the Wealth of Nations
- Georges Sorel: Réflexions sur la violence
- Baruch Spinoza: Tractatus theologico-politicus
- Friedrich Julius Stahl: Die Philosophie des Rechts nach geschichtlicher Ansicht
- Lorenz von Stein: Geschichte der sozialen Bewegung in Frankreich von 1789 bis auf unsere Tage
- Max Stirner: Der Einzige und sein Eigentum
- Leo Strauss: Natural Right and History
- Francisco Suárez: Tractatus de legibus ac Deo legislatore
- Thomas von Aquin: De regimine principum ad regem Cypri
- Henry David Thoreau: Civil Disobedience
- Thukydides: Geschichte des Peloponnesischen Krieges
- Alexis de Tocqueville: De la Démocratie en Amérique
- Francisco de Vitoria: Relectiones
- Eric Voegelin: The New Science of Politics
Order and History
- Voltaire: Letters Concerning The English Nation
- Michael Walzer: Spheres of Justice
- Max Weber: Parlament und Regierung im neugeordneten Deutschland
Politik als Beruf
Wirtschaft und Gesellschaft
- Carl Theodor Welcker: Die letzten Gründe von Recht, Staat und Strafe
- Wilhelm von Ockham: Dialogus
- Christian Wolff: Vernünfftige Gedancken
- Mary Wollstonecraft: A Vindication of the Rights of Woman
- Xenophon: Kyrou paideia